# Paradoxurus hermaphroditus
Civette palmiste commune, Civette palmiste hermaphrodite, Luwak
«  Civette palmiste commune » et «  Civette palmiste hermaphrodite » redirigent ici. Pour les autres significations, voir Civette palmiste.
Espèce
Statut de conservation UICN

 LC  : Préoccupation mineure
La Civette palmiste hermaphrodite ou Civette des palmiers (Paradoxurus hermaphroditus) est une espèce de mammifères carnivores, de la famille des Viverridés.

## Description

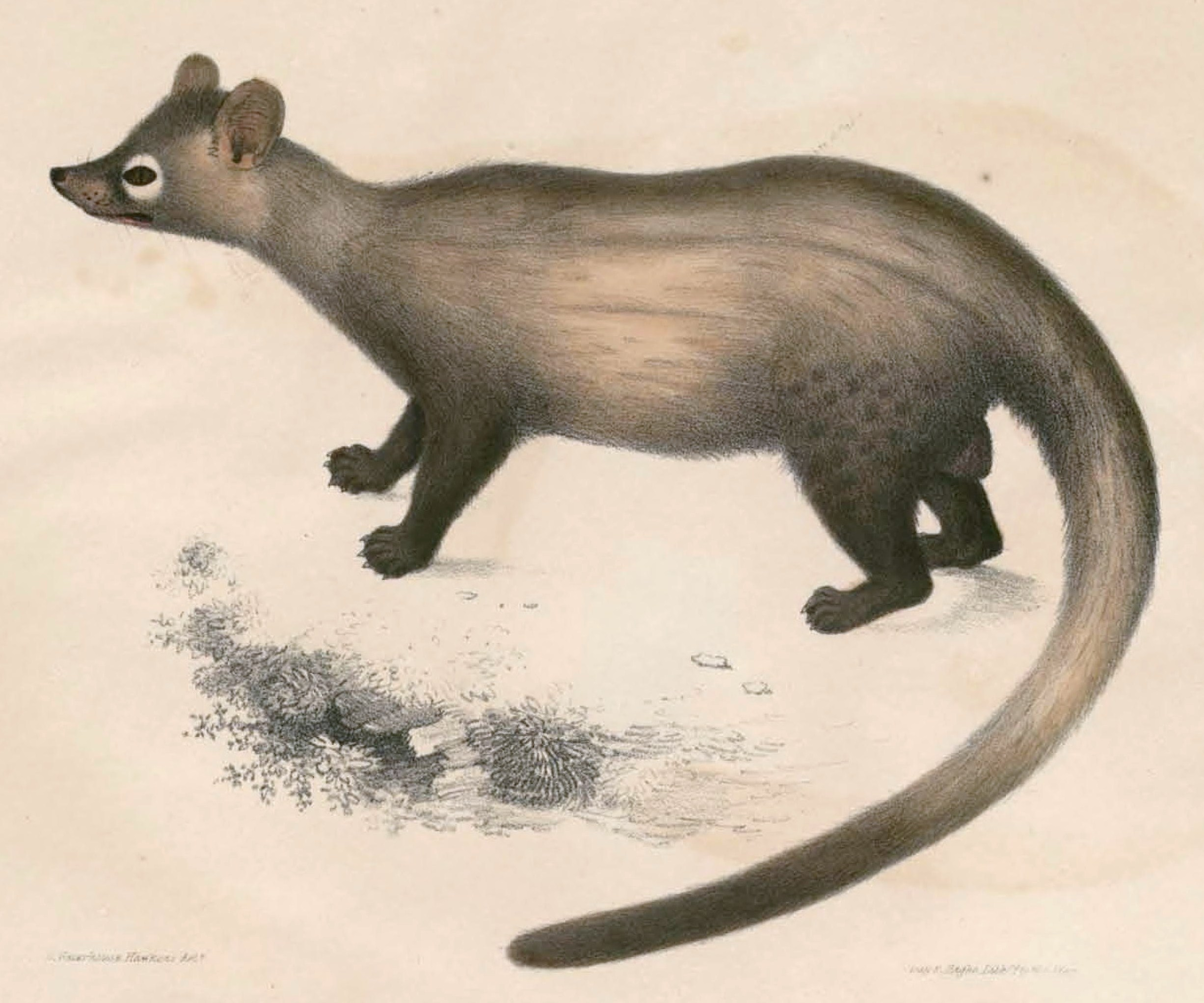
Les glandes odoriférantes de Paradoxurus hermaphroditus pennantii sont bien visibles sur cette illustration de Indian Zoology, vers 1833-1834.

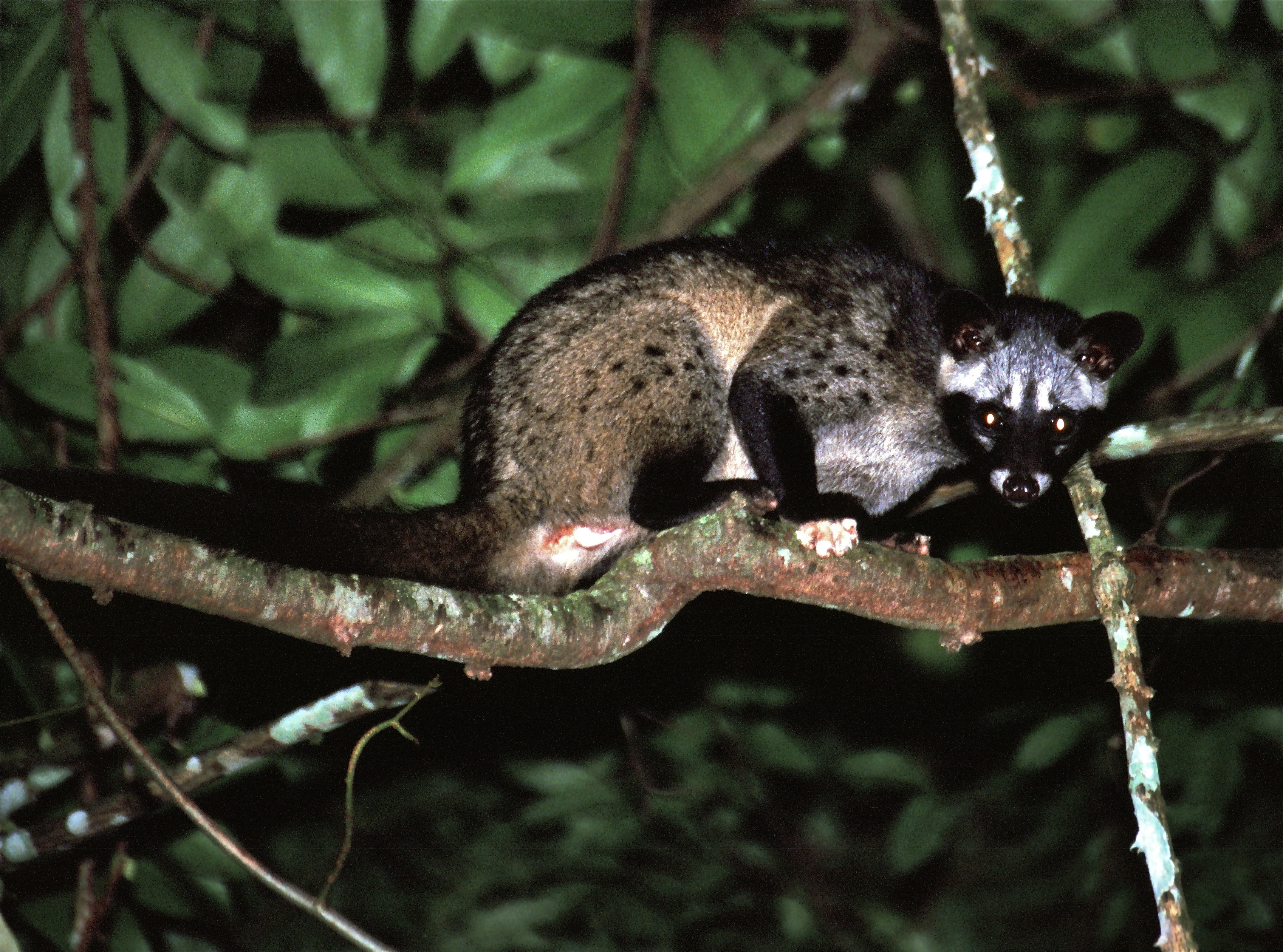
Une civette palmiste commune. Parc national de Khao Yai, Thaïlande.

Le nom commun de Paradoxurus hermaphroditus est Civette palmiste hermaphrodite — elle tient ce nom du fait que les deux sexes possèdent des glandes odoriférantes sous la queue, que l'on peut confondre avec des testicules — ou  Civette palmiste commune.
Elle est également connue sous le nom de luwak.
La civette palmiste commune mesure corps et tête, queue exclue, de 42 à 70 cm. Sa queue mesure de 40 à 66 cm. Son poids est compris entre 1,5 et 4,5 kg.
La civette palmiste commune est un animal surtout frugivore, préférant des baies et des fruits pulpeux dont les figues. Elle mange aussi des bourgeons et de l'herbe, des petits mammifères comme des souris, des insectes, des œufs, des reptiles et parfois des volailles. Sa principale source de nourriture provient des fruits tels que les baies de café, le ramboutan et la mangue. Elle aime le jus de palmier fermenté. 
Du point de vue écologique, cette civette joue un rôle important[Lequel ?] dans la régénération naturelle des graines de cerises de café[réf. nécessaire].

## Le café kopi luwak et menaces

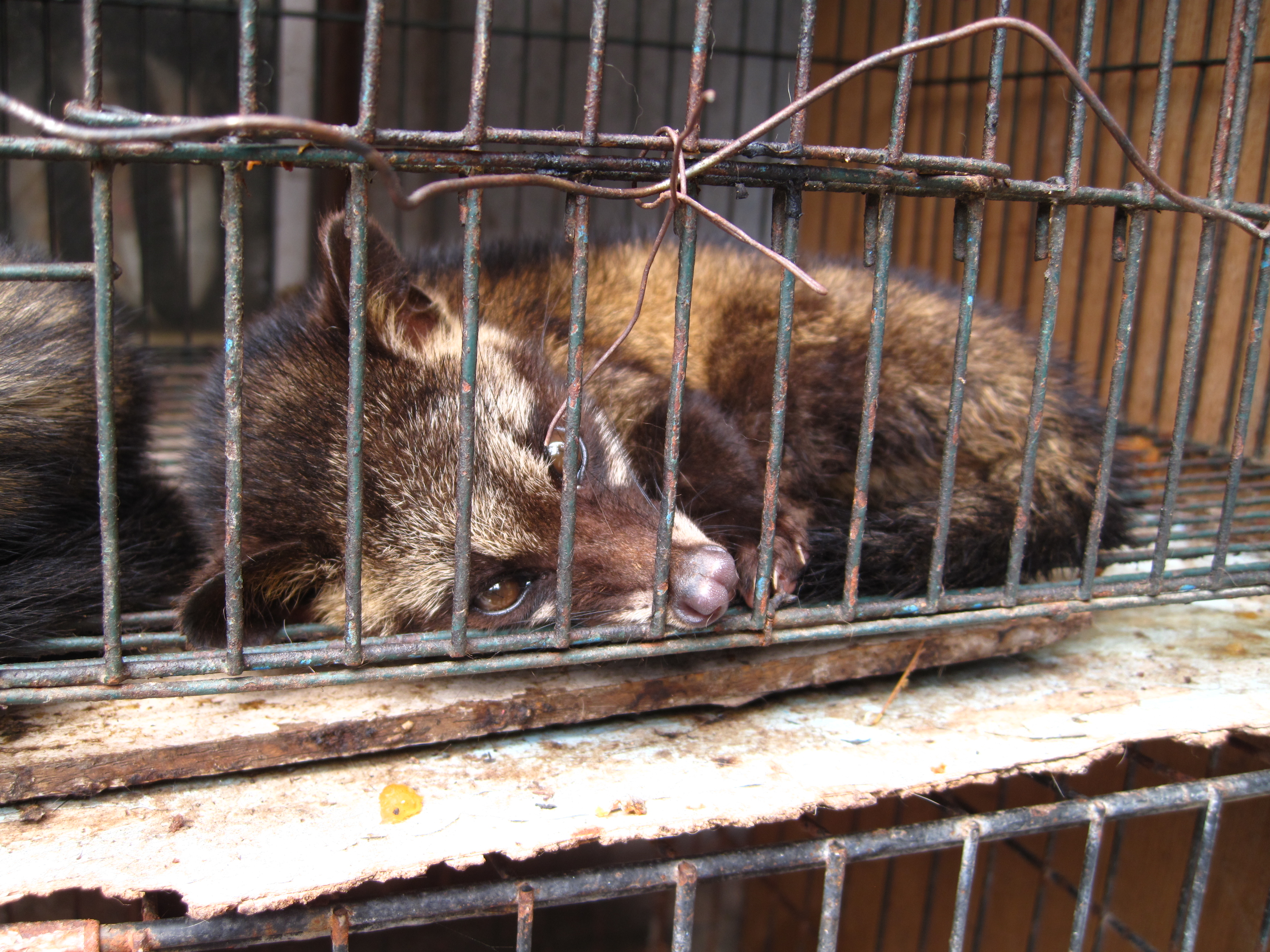
Civette palmiste commune en cage pour la production de café Kopi Luwak

Dans les excréments de ces animaux, sont récupérés les grains, non digérés mais naturellement fermentés, de kopi luwak, le café le plus cher du monde. Après séchage et torréfaction, ils donnent un breuvage moins amer que le café traditionnel avec un goût caramélisé ou chocolaté. En raison de ce mode de fabrication particulier, ce breuvage est rare, avec une production mondiale estimée à seulement 200 kg par an. Son prix peut atteindre 500 dollars le kilogramme, et valut un prix Ig Nobel à John Martinez de J. Martinez & Co, à Atlanta, en 1995.
Les civettes sont de plus en plus capturées dans la nature et nourries de grains de café afin de produire en masse ce mélange. Beaucoup de ces civettes sont encagées en batterie, ce qui est contraire au bien-être animal. L'impact de la demande de ce café à la mode sur les populations de civettes sauvages constitue une menace importante, surtout que ce ne sont pas des élevages (donc pas de reproduction). Ainsi, il n'y a pas de renouvellement de la population en captivité.
De plus, la civette palmiste est aussi chassée en Asie. Cette civette frugivore est considérée comme nuisible dans les palmeraies et les bananeraies et sa viande est appréciée en Chine et au Vietnam, ce qui réduit davantage encore le nombre ses représentants, voire pourrait dans le futur mettre l'espèce en danger d'extinction.

## Sous-espèces
De nombreuses sous-espèces sont décrites. Catalogue of Life en liste une trentaine :
- P. h. hermaphroditus (Pallas, 1777)
- P. h. balicus Sody, 1933
- P. h. bondar (Desmarest, 1820)
- P. h. canescens Lyon, 1907
- P. h. canus Miller, 1913
- P. h. cochinensis Schwarz, 1911
- P. h. dongfangensis Corbet and Hill, 1992
- P. h. enganus Lyon, 1916
- P. h. exitus Schwarz, 1911
- P. h. javanica Horsfield, 1824
- P. h. kangeanus Thomas, 1910
- P. h. laotum Gyldenstolpe, 1917
- P. h. lignicolor Miller, 1903
- P. h. milleri Kloss, 1908
- P. h. minor Bonhote, 1903
- P. h. musanga (Raffles, 1821)
- P. h. nictitans Taylor, 1891
- P. h. pallasii Gray, 1832
- P. h. pallens Miller, 1913
- P. h. parvus Miller, 1913
- P. h. philippinensis Jourdan, 1837
- P. h. pugnax Miller, 1913
- P. h. pulcher Miller, 1913
- P. h. sacer Miller, 1913
- P. h. scindiae Pocock, 1934
- P. h. senex Miller, 1913
- P. h. setosus Jacquinot and Pucheran, 1853
- P. h. simplex Miller, 1913
- P. h. sumbanus Schwarz, 1910
- P. h. vellerosus Pocock, 1934

## Taxonomie
Le nom valide complet (avec auteur) de ce taxon est Paradoxurus hermaphroditus (Pallas, 1777).
L'espèce a été initialement classée dans le genre Viverra sous le protonyme Viverra hermaphrodita Pallas, 1777.
Ce taxon porte en français les noms vernaculaires ou normalisés suivants : Civette hermaphrodite, Civette palmiste hermaphrodite,, luwak. Cuvier l'avait nommé la Marte des Palmiers ou le Pougonne.
Déjà, en 1864, John Edward Gray dans le Proceedings of the Zoological Society of London, décrit plusieurs espèces de Paradoxurus dont l'espèce éteinte Paradoxurus macrodus et Paradoxurus hermaphroditus. Il précise l'historique des noms donnés à cette espèce jusqu'à cette date. Paradoxurus hermaphroditus a pour synonymes, :
- Paradoxurus lignicolor Miller, 1903
- Paradoxurus philippinensis Jourdan, 1837
- Viverra hermaphrodita Pallas, 1777
- Paradoxurus hermaphrodita Gray, 1832
- Platyschista pallasii Otto
- Viverra nigra Buffon
- Paradoxurus typus Cuvier

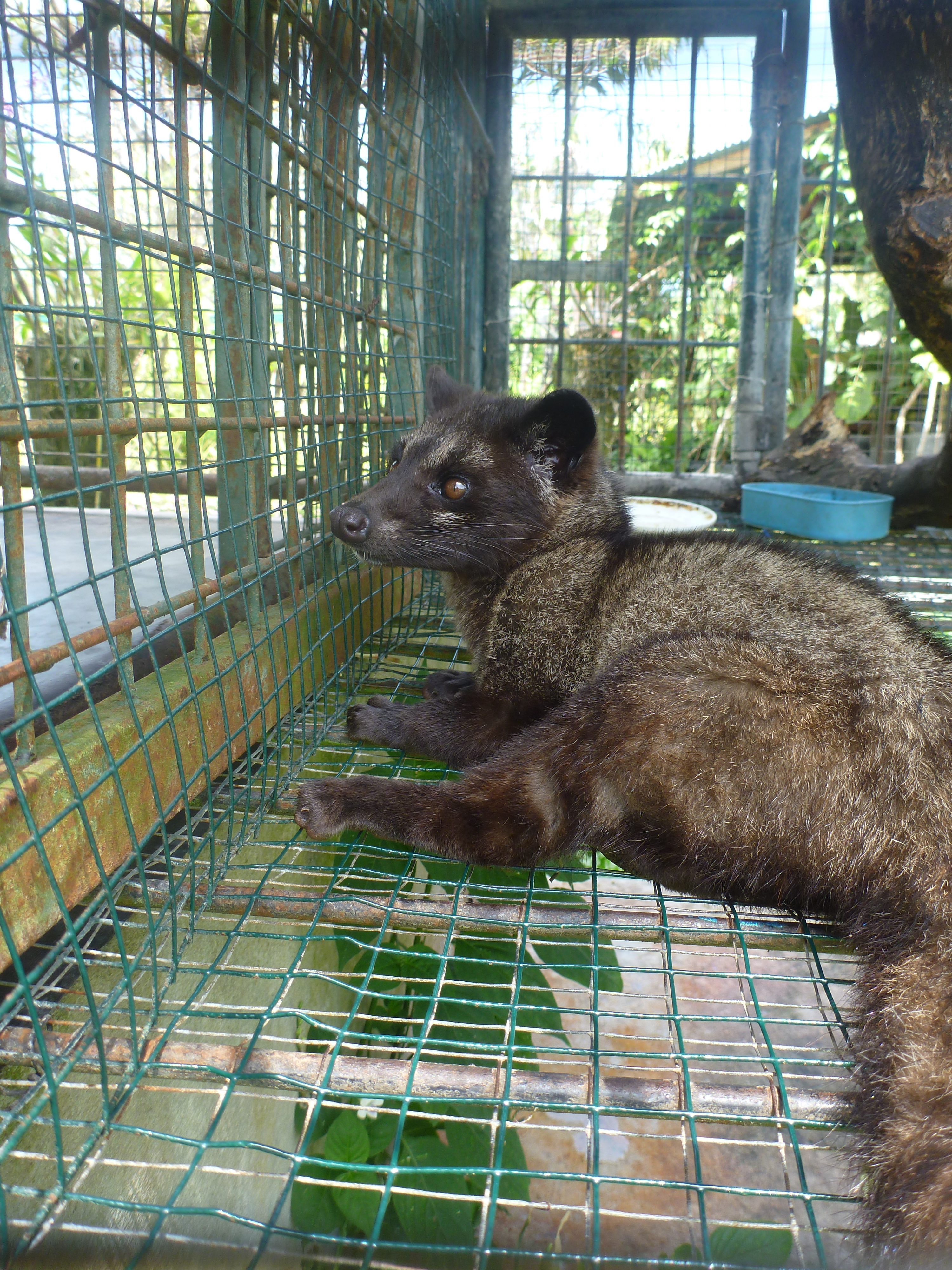
Paradoxurus hermaphroditus en captivité.
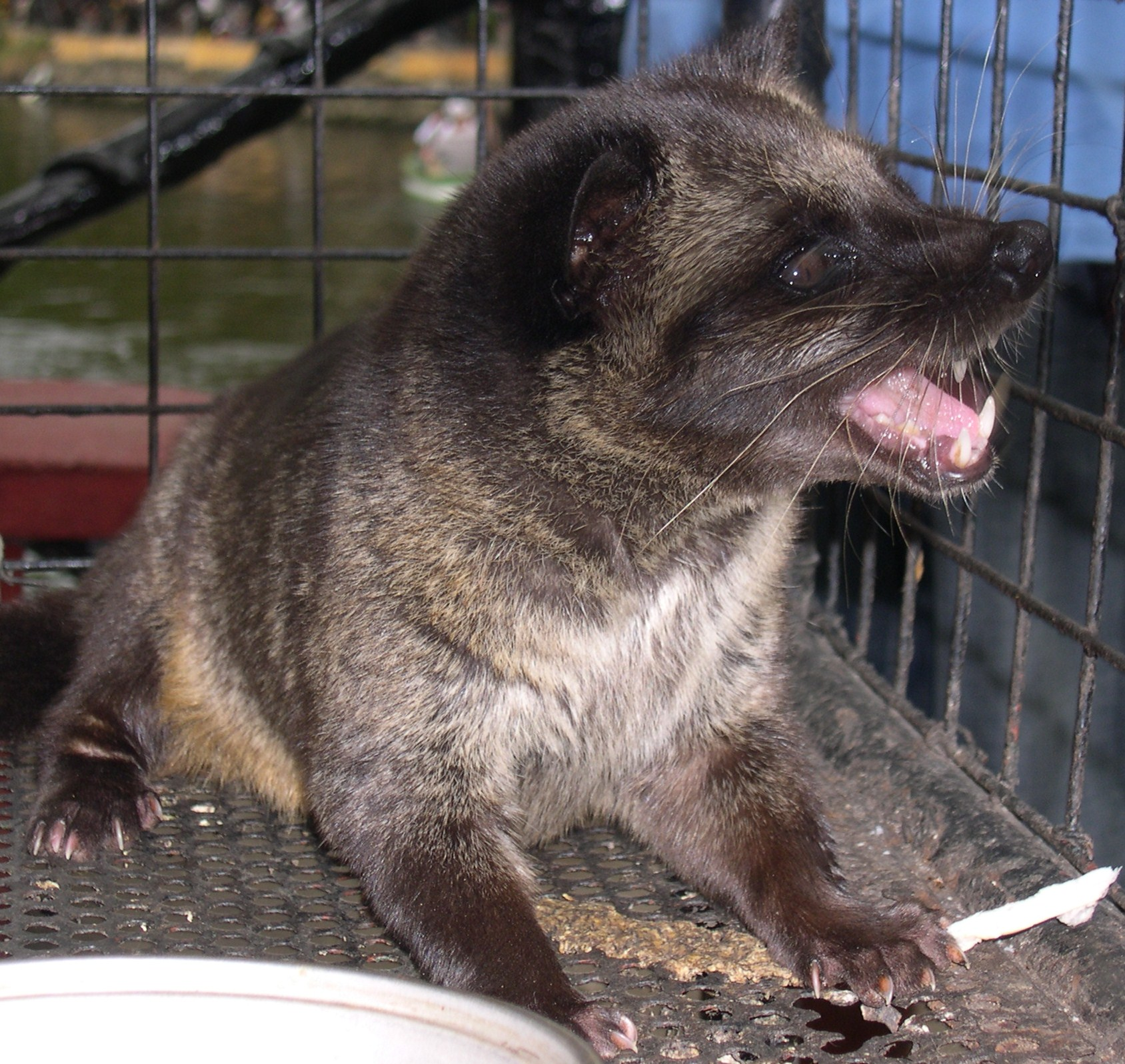
Sous-espèce Paradoxurus hermaphroditus philippensis
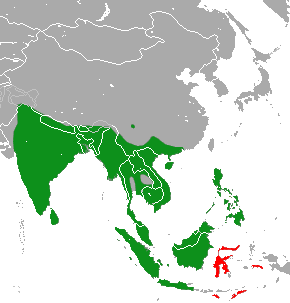
Distribution : - Vert : Native - Rouge : introduite.

- Distribution :
* Vert : Native
* Rouge : introduite.